# Danh sách di sản văn hóa Tây Ban Nha được quan tâm ở tỉnh Segovia
Danh sách di sản văn hóa Tây Ban Nha được quan tâm ở Segovia (tỉnh), Tây Ban Nha.

## Các di sản theo thành phố

### A

#### Aguilafuente
| Tên                             | Dạng    | Địa điểm     | Tọa độ                                        | Số hồ sơ tham khảo? | Ngày nhận danh hiệu? | Hình ảnh                                          |
| ------------------------------- | ------- | ------------ | --------------------------------------------- | ------------------- | -------------------- | ------------------------------------------------- |
| Nhà thờ San Juan (Aguilafuente) | Di tích | Aguilafuente | 41°13′31″B 4°06′49″T / 41,225177°B 4,113641°T | RI-51-0008701       | 11-03-1994           | Iglesia de San Juan (Aguilafuente) · Upload image |

#### Aldealengua de Pedraza
| Tên                                                   | Dạng    | Địa điểm                          | Tọa độ                                        | Số hồ sơ tham khảo? | Ngày nhận danh hiệu? | Hình ảnh                                                   |
| ----------------------------------------------------- | ------- | --------------------------------- | --------------------------------------------- | ------------------- | -------------------- | ---------------------------------------------------------- |
| Nhà thờ Nuestra Señora Asunción (Aldealengua Pedraza) | Di tích | Aldealengua de Pedraza Martincano | 41°04′11″B 3°47′26″T / 41,069737°B 3,790585°T | RI-51-0004911       | 29-06-1983           | Iglesia parroquial (Aldealengua de Pedraza) · Upload image |

#### Ayllón
| Tên                             | Dạng                 | Địa điểm | Tọa độ                                        | Số hồ sơ tham khảo? | Ngày nhận danh hiệu? | Hình ảnh                                                |
| ------------------------------- | -------------------- | -------- | --------------------------------------------- | ------------------- | -------------------- | ------------------------------------------------------- |
| Nhà-palacio Contreras           | Di tích              | Ayllón   | 41°25′08″B 3°22′38″T / 41,419025°B 3,377178°T | RI-51-0003809       | 17-07-1969           | Casa-palacio de Contreras · Upload image                |
| Cung điện Vellosillo            | Di tích              | Ayllón   | 41°25′14″B 3°22′39″T / 41,420439°B 3,377376°T | RI-51-0003928       | 22-01-1974           | Palacio de Vellosillo · Upload image                    |
| Quần thể Histórico Villa Ayllón | Khu phức hợp lịch sử | Ayllón   | 41°25′13″B 3°22′34″T / 41,42024°B 3,376025°T  | RI-53-0000158       | 19-05-1973           | Conjunto Histórico de la Villa de Ayllón · Upload image |

### B

#### Basardilla
| Tên                              | Dạng                                      | Địa điểm   | Tọa độ                                        | Số hồ sơ tham khảo? | Ngày nhận danh hiệu? | Hình ảnh                                           |
| -------------------------------- | ----------------------------------------- | ---------- | --------------------------------------------- | ------------------- | -------------------- | -------------------------------------------------- |
| Nhà thờ Parroquial San Bartolomé | Di tích Kiến trúc tôn giáo Kiểu: Romániço | Basardilla | 41°01′37″B 4°01′36″T / 41,026958°B 4,026667°T | RI-51-0008762       | 12-05-1994           | Iglesia Parroquial de San Bartolomé · Upload image |

#### Bernardos
| Tên                 | Dạng                                          | Địa điểm  | Tọa độ                                        | Số hồ sơ tham khảo? | Ngày nhận danh hiệu? | Hình ảnh                                       |
| ------------------- | --------------------------------------------- | --------- | --------------------------------------------- | ------------------- | -------------------- | ---------------------------------------------- |
| Đồi Virgen Castillo | Khu khảo cổ Thời gian: Thế kỷ 5 đến Thế kỷ 11 | Bernardos | 41°08′24″B 4°19′09″T / 41,139898°B 4,319154°T | RI-55-0000711       | 12-05-2005           | Cerro de la Virgen del Castillo · Upload image |

### C

#### Cantalejo
| Tên                            | Dạng    | Địa điểm  | Tọa độ                                        | Số hồ sơ tham khảo? | Ngày nhận danh hiệu? | Hình ảnh                                         |
| ------------------------------ | ------- | --------- | --------------------------------------------- | ------------------- | -------------------- | ------------------------------------------------ |
| Nhà thờ San Andrés (Cantalejo) | Di tích | Cantalejo | 41°15′31″B 3°55′38″T / 41,258576°B 3,927346°T | RI-51-0009177       | 28-12-1995           | Iglesia de San Andrés (Cantalejo) · Upload image |

#### Carrascal del Río
| Tên                                  | Dạng    | Địa điểm          | Tọa độ                                        | Số hồ sơ tham khảo? | Ngày nhận danh hiệu? | Hình ảnh                             |
| ------------------------------------ | ------- | ----------------- | --------------------------------------------- | ------------------- | -------------------- | ------------------------------------ |
| Nhà hoang San Frutos (Carrascal Río) | Di tích | Carrascal del Río | 41°19′29″B 3°52′45″T / 41,324705°B 3,879205°T | RI-51-0000881       | 03-06-1931           | Iglesia de San Frutos · Upload image |

#### Castillejo de Mesleón
| Tên                                   | Dạng    | Địa điểm              | Tọa độ                                        | Số hồ sơ tham khảo? | Ngày nhận danh hiệu? | Hình ảnh                                                      |
| ------------------------------------- | ------- | --------------------- | --------------------------------------------- | ------------------- | -------------------- | ------------------------------------------------------------- |
| Nhà thờ Asunción (Castillejo Mesleón) | Di tích | Castillejo de Mesleón | 41°16′53″B 3°36′02″T / 41,281359°B 3,600539°T | RI-51-0009015       | 12-01-1995           | Iglesia de la Asunción (Castillejo de Mesleón) · Upload image |

#### Cedillo de la Torre
| Tên                                      | Dạng    | Địa điểm            | Tọa độ                                        | Số hồ sơ tham khảo? | Ngày nhận danh hiệu? | Hình ảnh                                                 |
| ---------------------------------------- | ------- | ------------------- | --------------------------------------------- | ------------------- | -------------------- | -------------------------------------------------------- |
| Nhà thờ San Antonio Padua (Cedillo Tháp) | Di tích | Cedillo de la Torre | 41°25′28″B 3°36′22″T / 41,424493°B 3,605995°T | RI-51-0010203       | 02-04-1998           | Iglesia parroquial de Cedillo de la Torre · Upload image |

#### Cilleruelo de San Mamés
| Tên                                      | Dạng    | Địa điểm                | Tọa độ                                       | Số hồ sơ tham khảo? | Ngày nhận danh hiệu? | Hình ảnh     |
| ---------------------------------------- | ------- | ----------------------- | -------------------------------------------- | ------------------- | -------------------- | ------------ |
| Nhà thờ San Mamés (Cilleruelo San Mamés) | Di tích | Cilleruelo de San Mamés | 41°25′53″B 3°33′59″T / 41,43138°B 3,566376°T | RI-51-0008760       | 12-05-1994           | Upload image |

#### Coca, Segovia
| Tên                     | Dạng                 | Địa điểm      | Tọa độ                                        | Số hồ sơ tham khảo? | Ngày nhận danh hiệu? | Hình ảnh                                                       |
| ----------------------- | -------------------- | ------------- | --------------------------------------------- | ------------------- | -------------------- | -------------------------------------------------------------- |
| Lâu đài Coca            | Di tích              | Coca, Segovia | 41°12′55″B 4°31′32″T / 41,215229°B 4,52562°T  | RI-51-0000878       | 03-06-1931           | Castillo de Coca · Upload image                                |
| Tường Coca              | Khu phức hợp lịch sử | Coca, Segovia | 41°12′59″B 4°31′19″T / 41,216365°B 4,521895°T | RI-53-0000548       | 03-06-1931           | Recinto murado de Coca Puerta de la Villa · Upload image       |
| Tháp San Nicolás (Coca) | Di tích              | Coca, Segovia | 41°13′07″B 4°31′30″T / 41,218579°B 4,525102°T | RI-51-0000879       | 03-06-1931           | Torre de la desaparecida iglesia de San Nicolás · Upload image |

#### Collado Hermoso
| Tên                        | Dạng    | Địa điểm                                 | Tọa độ                                      | Số hồ sơ tham khảo? | Ngày nhận danh hiệu? | Hình ảnh                                                         |
| -------------------------- | ------- | ---------------------------------------- | ------------------------------------------- | ------------------- | -------------------- | ---------------------------------------------------------------- |
| Tu viện Santa María Sierra | Di tích | Collado Hermoso Santa María de la Sierra | 41°01′36″B 3°54′48″T / 41,0267°B 3,913463°T | RI-51-0000875       | 03-06-1931           | Ruinas del monasterio de Santa María de la Sierra · Upload image |

#### Condado de Castilnovo
| Tên                  | Dạng    | Địa điểm              | Tọa độ                                        | Số hồ sơ tham khảo? | Ngày nhận danh hiệu? | Hình ảnh                                                  |
| -------------------- | ------- | --------------------- | --------------------------------------------- | ------------------- | -------------------- | --------------------------------------------------------- |
| Castle of Castilnovo | Di tích | Condado de Castilnovo | 41°14′13″B 3°45′35″T / 41,236893°B 3,759761°T | RI-51-0000886       | 03-06-1931           | Castillo de Castilnovo Castillo de Galofre · Upload image |

#### Cuéllar
| Tên                                    | Dạng                 | Địa điểm | Tọa độ                                        | Số hồ sơ tham khảo? | Ngày nhận danh hiệu? | Hình ảnh                                                |
| -------------------------------------- | -------------------- | -------- | --------------------------------------------- | ------------------- | -------------------- | ------------------------------------------------------- |
| Cung điện Pedro I Cruel (Cuéllar)      | Di tích              | Cuéllar  | 41°24′06″B 4°18′51″T / 41,40175°B 4,314189°T  | RI-51-0003949       | 20-07-1974           | Palacio llamado de Don Pedro El Cruel · Upload image    |
| Nhà thờ San Andrés (Cuéllar)           | Di tích              | Cuéllar  | 41°24′08″B 4°19′06″T / 41,402308°B 4,31847°T  | RI-51-0004667       | 09-07-1982           | Iglesia de San Andrés de Cuéllar · Upload image         |
| Quần thể lịch sử và nghệ thuật Cuéllar | Khu phức hợp lịch sử | Cuéllar  | 41°24′03″B 4°18′50″T / 41,400784°B 4,313811°T | RI-53-0000463       | 27-01-1994           | Conjunto Histórico Artístico de la Villa · Upload image |
| Nhà thờ San Esteban (Cuéllar)          | Di tích              | Cuéllar  | 41°24′07″B 4°18′54″T / 41,401886°B 4,314975°T | RI-51-0000872       | 03-06-1931           | Iglesia de San Esteban (Cuéllar) · Upload image         |
| Tường Cuéllar và Cuéllar Castle        | Di tích              | Cuéllar  | 41°24′01″B 4°19′11″T / 41,400338°B 4,319704°T | RI-51-0000871       | 03-06-1931           | Recinto murado y castillo de Cuéllar · Upload image     |
| Nhà thờ San Martín (Cuéllar)           | Di tích              | Cuéllar  | 41°24′03″B 4°19′07″T / 41,400912°B 4,318545°T | RI-51-0000873       | 03-06-1931           | Iglesia de San Martín (Cuéllar) · Upload image          |
| Nhà thờ Santa María Cuesta (Cuéllar)   | Di tích              | Cuéllar  | 41°23′50″B 4°18′51″T / 41,397129°B 4,314061°T | RI-51-0009088       | 18-05-1995           | Iglesia de Nuestra Señora de la Cuesta · Upload image   |

### D

#### Duruelo
| Tên                                        | Dạng    | Địa điểm | Tọa độ                                        | Số hồ sơ tham khảo? | Ngày nhận danh hiệu? | Hình ảnh                                     |
| ------------------------------------------ | ------- | -------- | --------------------------------------------- | ------------------- | -------------------- | -------------------------------------------- |
| Nhà thờ Natividad Nuestra Señora (Duruelo) | Di tích | Duruelo  | 41°14′13″B 3°39′02″T / 41,236954°B 3,650455°T | RI-51-0004702       | 24-09-1982           | Iglesia parroquial de Duruelo · Upload image |

### E

#### El Espinar
| Tên                                | Dạng    | Địa điểm   | Tọa độ                                        | Số hồ sơ tham khảo? | Ngày nhận danh hiệu? | Hình ảnh                                                   |
| ---------------------------------- | ------- | ---------- | --------------------------------------------- | ------------------- | -------------------- | ---------------------------------------------------------- |
| Cung điện Esquileo Marqués Perales | Di tích | El Espinar | 40°43′13″B 4°14′51″T / 40,720211°B 4,247488°T | RI-51-0010172       | 23-10-1997           | Palacio del Esquileo del Marqués de Perales · Upload image |
| Nhà thờ San Eutropio (Espinar)     | Di tích | El Espinar | 40°43′05″B 4°14′50″T / 40,718026°B 4,247337°T | RI-51-0008761       | 05-05-1994           | Iglesia de San Eutropio · Upload image                     |
| Tu viện Santa Isabel (Espinar)     | Di tích | El Espinar | 40°43′03″B 4°14′52″T / 40,71741°B 4,247812°T  | RI-51-0010168       | 23-10-1997           | Upload image                                               |

### F

#### Fuentepelayo
| Tên                                | Dạng    | Địa điểm     | Tọa độ                                        | Số hồ sơ tham khảo? | Ngày nhận danh hiệu? | Hình ảnh     |
| ---------------------------------- | ------- | ------------ | --------------------------------------------- | ------------------- | -------------------- | ------------ |
| Nhà thờ Santa María (Fuentepelayo) | Di tích | Fuentepelayo | 41°13′16″B 4°10′36″T / 41,220981°B 4,176781°T | RI-51-0009104       | 08-06-1995           | Upload image |
| Nhà thờ Salvador (Fuentepelayo)    | Di tích | Fuentepelayo | 41°13′19″B 4°10′26″T / 41,221869°B 4,173884°T | RI-51-0009123       | 30-05-1996           | Upload image |

#### Fuentidueña
| Tên                               | Dạng                       | Địa điểm    | Tọa độ                                        | Số hồ sơ tham khảo? | Ngày nhận danh hiệu? | Hình ảnh                                                                       |
| --------------------------------- | -------------------------- | ----------- | --------------------------------------------- | ------------------- | -------------------- | ------------------------------------------------------------------------------ |
| Nhà thờ San Martín (Fuentidueña)  | Di tích Kiến trúc tôn giáo | Fuentidueña | 41°26′21″B 3°58′40″T / 41,439212°B 3,977649°T | RI-51-0000876       | 03-06-1931           | Iglesia arruinada de San Martín · Upload image                                 |
| Fuentidueña                       | Khu phức hợp lịch sử       | Fuentidueña | 41°26′32″B 3°58′46″T / 41,442254°B 3,979413°T | RI-53-0000613       | 14-03-2007           | Villa de Fuentidueña · Upload image                                            |
| Lâu đài Fuentidueña (Segovia)     | Di tích                    | Fuentidueña | 41°26′23″B 3°58′48″T / 41,439785°B 3,980003°T | RI-51-0009084       | 03-07-1995           | Entorno de protección de las ruinas del castillo de Fuentidueña · Upload image |
| Bệnh viện Magdalena (Fuentidueña) | Di tích                    | Fuentidueña | 41°26′33″B 3°58′51″T / 41,442407°B 3,980797°T | RI-51-0009085       | 18-05-1995           | Ruinas del hospital de la Magdalena · Upload image                             |
| Nhà thờ San Miguel (Fuentidueña)  | Di tích                    | Fuentidueña | 41°26′30″B 3°58′49″T / 41,441571°B 3,980271°T | RI-51-0009158       | 21-12-1995           | Iglesia de San Miguel (Fuentidueña) · Upload image                             |

### G

#### Grajera
| Tên                           | Dạng                         | Địa điểm | Tọa độ                                        | Số hồ sơ tham khảo? | Ngày nhận danh hiệu? | Hình ảnh                                         |
| ----------------------------- | ---------------------------- | -------- | --------------------------------------------- | ------------------- | -------------------- | ------------------------------------------------ |
| Nhà thờ San Vitores (Grajera) | Di tích Kiến trúc tôn giáo   | Grajera  | 41°22′15″B 3°36′49″T / 41,37093°B 3,613623°T  | RI-51-0009129       | 05-10-1995           | Iglesia parroquial de San Vitores · Upload image |
| Rollo Justicia (Grajera)      | Di tích Rollo jurisdiccional | Grajera  | 41°22′17″B 3°36′47″T / 41,371324°B 3,612992°T | n/d                 | 14-03-1968           | Rollo de Justicia · Upload image                 |

### L

#### La Losa
| Tên                                 | Dạng    | Địa điểm | Tọa độ                                        | Số hồ sơ tham khảo? | Ngày nhận danh hiệu? | Hình ảnh     |
| ----------------------------------- | ------- | -------- | --------------------------------------------- | ------------------- | -------------------- | ------------ |
| Nhà thờ San Juan Evangelista (Losa) | Di tích | La Losa  | 40°51′16″B 4°09′53″T / 40,854513°B 4,164668°T | RI-51-0009118       | 31-08-1995           | Upload image |

#### Lastras del Pozo
| Tên                   | Dạng    | Địa điểm         | Tọa độ                                        | Số hồ sơ tham khảo? | Ngày nhận danh hiệu? | Hình ảnh     |
| --------------------- | ------- | ---------------- | --------------------------------------------- | ------------------- | -------------------- | ------------ |
| Tháp Mercado-Peñalosa | Di tích | Lastras del Pozo | 40°52′47″B 4°20′45″T / 40,879688°B 4,345868°T | RI-51-0009214       | 29-02-1996           | Upload image |

### M

#### Maderuelo
| Tên                                | Dạng                 | Địa điểm  | Tọa độ                                        | Số hồ sơ tham khảo? | Ngày nhận danh hiệu? | Hình ảnh                                                   |
| ---------------------------------- | -------------------- | --------- | --------------------------------------------- | ------------------- | -------------------- | ---------------------------------------------------------- |
| Capilla Vera Cruz                  | Di tích              | Maderuelo | 41°29′06″B 3°31′08″T / 41,485032°B 3,518909°T | RI-51-0000303       | 06-12-1924           | Capilla de la Vera Cruz · Upload image                     |
| Quần thể Histórico Villa Maderuelo | Khu phức hợp lịch sử | Maderuelo | 41°29′14″B 3°31′16″T / 41,487357°B 3,521141°T | RI-53-0000401       | 18-11-1993           | Conjunto Histórico de la Villa de Maderuelo · Upload image |

#### Martín Muñoz de las Posadas
| Tên                                                    | Dạng    | Địa điểm                    | Tọa độ                                        | Số hồ sơ tham khảo? | Ngày nhận danh hiệu? | Hình ảnh                                                                |
| ------------------------------------------------------ | ------- | --------------------------- | --------------------------------------------- | ------------------- | -------------------- | ----------------------------------------------------------------------- |
| Cung điện cardenal Diego Espinosa                      | Di tích | Martín Muñoz de las Posadas | 40°59′45″B 4°35′44″T / 40,995774°B 4,595488°T | RI-51-0000885       | 03-06-1931           | Palacio del cardenal Espinosa · Upload image                            |
| Nhà thờ Nuestra Señora Asunción (Martín Muñoz Posadas) | Di tích | Martín Muñoz de las Posadas | 40°59′47″B 4°35′47″T / 40,996404°B 4,596395°T | RI-51-0009180       | 25-01-1996           | Iglesia de Nuestra Señora de la Asunción y San Sebastián · Upload image |

#### Melque de Cercos
| Tên                                 | Dạng    | Địa điểm         | Tọa độ                                        | Số hồ sơ tham khảo? | Ngày nhận danh hiệu? | Hình ảnh                              |
| ----------------------------------- | ------- | ---------------- | --------------------------------------------- | ------------------- | -------------------- | ------------------------------------- |
| Nhà thờ Santa María (Melque Cercos) | Di tích | Melque de Cercos | 41°03′05″B 4°28′09″T / 41,051432°B 4,469122°T | RI-51-0004838       | 25-03-1983           | Iglesia del Siglo XIII · Upload image |

#### Montejo de la Vega de la Serrezuela
| Tên                       | Dạng    | Địa điểm                            | Tọa độ                                       | Số hồ sơ tham khảo? | Ngày nhận danh hiệu? | Hình ảnh                                                                                                   |
| ------------------------- | ------- | ----------------------------------- | -------------------------------------------- | ------------------- | -------------------- | --- |
| Nhà thờ San Martín Casuar | Di tích | Montejo de la Vega de la Serrezuela | 41°32′45″B 3°36′00″T / 41,545704°B 3,59987°T | RI-51-0010113       | 10-07-1997           | Ruinas del convento e iglesia de San Martín del Casuar. Ermita de Nuestra Señora del Casuar · Upload image |

#### Moral de Hornuez
| Tên                       | Dạng    | Địa điểm         | Tọa độ                                       | Số hồ sơ tham khảo? | Ngày nhận danh hiệu? | Hình ảnh                                              |
| ------------------------- | ------- | ---------------- | -------------------------------------------- | ------------------- | -------------------- | ----------------------------------------------------- |
| Mộ Nuestra Señora Hornuez | Di tích | Moral de Hornuez | 41°28′57″B 3°37′23″T / 41,48255°B 3,622921°T | RI-51-0009047       | 02-02-1995           | Santuario de Nuestra Señora de Hornuez · Upload image |

### N

#### Navafría
| Tên                | Dạng    | Địa điểm | Tọa độ                                        | Số hồ sơ tham khảo? | Ngày nhận danh hiệu? | Hình ảnh     |
| ------------------ | ------- | -------- | --------------------------------------------- | ------------------- | -------------------- | ------------ |
| Martinete Navafría | Di tích | Navafría | 41°03′02″B 3°49′24″T / 41,050546°B 3,823244°T | RI-51-0010219       | 17-12-1998           | Upload image |

#### Navares de las Cuevas
| Tên                      | Dạng    | Địa điểm              | Tọa độ                                        | Số hồ sơ tham khảo? | Ngày nhận danh hiệu? | Hình ảnh                                      |
| ------------------------ | ------- | --------------------- | --------------------------------------------- | ------------------- | -------------------- | --------------------------------------------- |
| Cung điện Navares Cuevas | Di tích | Navares de las Cuevas | 41°24′48″B 3°45′02″T / 41,413436°B 3,750684°T | RI-51-0004250       | 13-06-1977           | Upload image                                  |
| Nhà hoang Virgen Barrio  | Di tích | Navares de las Cuevas | 41°25′02″B 3°45′01″T / 41,417188°B 3,750164°T | RI-51-0004575       | 01-02-1982           | Ermita de la Virgen del Barrio · Upload image |

#### Navas de San Antonio
| Tên                                          | Dạng    | Địa điểm             | Tọa độ                                        | Số hồ sơ tham khảo? | Ngày nhận danh hiệu? | Hình ảnh                                                                        |
| -------------------------------------------- | ------- | -------------------- | --------------------------------------------- | ------------------- | -------------------- | ------------------------------------------------------------------------------- |
| Nhà thờ San Nicolás Bari (Navas San Antonio) | Di tích | Navas de San Antonio | 40°45′42″B 4°19′44″T / 40,761538°B 4,328839°T | RI-51-0009582       | 06-11-1997           | Iglesia Parroquial de San Nicolás de Bari (Navas de San Antonio) · Upload image |

### O

#### Orejana
| Tên                                 | Dạng    | Địa điểm | Tọa độ                                        | Số hồ sơ tham khảo? | Ngày nhận danh hiệu? | Hình ảnh                                                         |
| ----------------------------------- | ------- | -------- | --------------------------------------------- | ------------------- | -------------------- | ---------------------------------------------------------------- |
| Nhà thờ San Juan Bautista (Orejana) | Di tích | Orejana  | 41°09′53″B 3°46′50″T / 41,164709°B 3,780479°T | RI-51-0010426       | 02-03-2000           | Iglesia parroquial de San Juan Bautista (Orejana) · Upload image |

#### Otero de Herreros
| Tên                                  | Dạng    | Địa điểm          | Tọa độ                                        | Số hồ sơ tham khảo? | Ngày nhận danh hiệu? | Hình ảnh     |
| ------------------------------------ | ------- | ----------------- | --------------------------------------------- | ------------------- | -------------------- | ------------ |
| Nhà hoang San Roque (Otero Herreros) | Di tích | Otero de Herreros | 40°49′24″B 4°12′14″T / 40,823202°B 4,203926°T | RI-51-0009135       | 13-10-1995           | Upload image |

### P

#### Pedraza, Segovia
| Tên                        | Dạng                 | Địa điểm         | Tọa độ                                       | Số hồ sơ tham khảo? | Ngày nhận danh hiệu? | Hình ảnh                                     |
| -------------------------- | -------------------- | ---------------- | -------------------------------------------- | ------------------- | -------------------- | -------------------------------------------- |
| Quần thể Histórico Pedraza | Khu phức hợp lịch sử | Pedraza, Segovia | 41°07′52″B 3°48′42″T / 41,13124°B 3,811766°T | RI-53-0000019       | 30-03-1951           | Conjunto Histórico de Pedraza · Upload image |

#### Pelayos del Arroyo
| Tên                                         | Dạng    | Địa điểm           | Tọa độ                                        | Số hồ sơ tham khảo? | Ngày nhận danh hiệu? | Hình ảnh                                               |
| ------------------------------------------- | ------- | ------------------ | --------------------------------------------- | ------------------- | -------------------- | ------------------------------------------------------ |
| Nhà thờ San Vicente Mártir (Pelayos Arroyo) | Di tích | Pelayos del Arroyo | 41°03′05″B 3°56′25″T / 41,051267°B 3,940166°T | RI-51-0004459       | 16-01-1981           | Templo parroquial de San Vicente Mártir · Upload image |

#### Pinarejos
| Tên                                         | Dạng    | Địa điểm  | Tọa độ                                        | Số hồ sơ tham khảo? | Ngày nhận danh hiệu? | Hình ảnh                                      |
| ------------------------------------------- | ------- | --------- | --------------------------------------------- | ------------------- | -------------------- | --------------------------------------------- |
| Nhà thờ Nuestra Señora Asunción (Pinarejos) | Di tích | Pinarejos | 41°15′40″B 4°17′46″T / 41,261044°B 4,295999°T | RI-51-0009174       | 28-12-1995           | Iglesia Parroquial (Pinarejos) · Upload image |

#### Prádena
| Tên                | Dạng    | Địa điểm | Tọa độ                                        | Số hồ sơ tham khảo? | Ngày nhận danh hiệu? | Hình ảnh     |
| ------------------ | ------- | -------- | --------------------------------------------- | ------------------- | -------------------- | ------------ |
| Castro Enebralejos | Di tích | Prádena  | 41°08′46″B 3°40′39″T / 41,146193°B 3,677509°T | RI-51-0010857       |                      | Upload image |

### R

#### Rapariegos
| Tên                           | Dạng    | Địa điểm   | Tọa độ                                        | Số hồ sơ tham khảo? | Ngày nhận danh hiệu? | Hình ảnh     |
| ----------------------------- | ------- | ---------- | --------------------------------------------- | ------------------- | -------------------- | ------------ |
| Nhà hoangl Cristo Moralejilla | Di tích | Rapariegos | 41°05′02″B 4°38′53″T / 41,083998°B 4,647928°T | RI-51-0009016       | 12-01-1995           | Upload image |

#### San Ildefonso
| Tên                                                            | Dạng                 | Địa điểm                | Tọa độ                                        | Số hồ sơ tham khảo? | Ngày nhận danh hiệu? | Hình ảnh                                                                            |
| -------------------------------------------------------------- | -------------------- | ----------------------- | --------------------------------------------- | ------------------- | -------------------- | ----------------------------------------------------------------------------------- |
| Royal Palace of Riofrío                                        | Di tích              | San Ildefonso           | 40°52′25″B 4°09′04″T / 40,873534°B 4,151205°T | RI-51-0001065       | 03-06-1931           | Palacio de Riofrío · Upload image                                                   |
| Quần thể Histórico Artístico Ciudad (Real Sitio San Ildefonso) | Khu phức hợp lịch sử | San Ildefonso           | 40°54′05″B 4°00′25″T / 40,901355°B 4,006988°T | RI-53-0000278       | 15-12-1982           | Conjunto Histórico Artístico la Ciudad (Real Sitio de San Ildefonso) · Upload image |
| Nhà Oficios Bosque Riofrío                                     | Di tích              | San Ildefonso Riofrío   | 40°52′25″B 4°09′01″T / 40,873497°B 4,150261°T | RI-51-0001065-00001 | 03-06-1931           | Upload image                                                                        |
| Cung điện Valsaín                                              | Di tích              | San Ildefonso           | 40°52′37″B 4°01′36″T / 40,876931°B 4,026696°T | RI-51-0001066       | 03-06-1931           | Upload image                                                                        |
| Bosque Riofrío                                                 | Jardín Histórico     | San Ildefonso Riofrio   | 40°52′35″B 4°09′10″T / 40,876443°B 4,152839°T | RI-52-0000052       | 03-06-1931           | Upload image                                                                        |
| Jardines Cung điện San Ildefonso                               | Jardín Histórico     | San Ildefonso           | 40°53′40″B 4°00′16″T / 40,894364°B 4,004456°T | RI-52-0000002       | 03-06-1931           | Jardines del Palacio de San Ildefonso · Upload image                                |
| Nhà Gentiles Hombres                                           | Di tích              | San Ildefonso           | 40°54′05″B 4°00′25″T / 40,901405°B 4,007081°T | RI-51-0009134       | 13-10-1995           | Upload image                                                                        |
| Nhà Botica                                                     | Di tích              | San Ildefonso           |                                               | RI-51-0009964       | 11-07-1997           | Upload image                                                                        |
| Royal Palace of Granja San Ildefonso                           | Di tích              | San Ildefonso           | 40°53′51″B 4°00′16″T / 40,8975°B 4,004444°T   | RI-51-0000314       | 11-08-1925           | Palacio de San Ildefonso con sus dependencias y jardines · Upload image             |
| Nhà Oficios (Real Sitio San Ildefonso)                         | Di tích              | San Ildefonso           | 40°53′52″B 4°00′21″T / 40,897684°B 4,005731°T | RI-51-0000314-00001 | 11-08-1925           | Upload image                                                                        |
| Antiguas caballerizas                                          | Di tích              | San Ildefonso           | 40°53′59″B 4°00′30″T / 40,89959°B 4,008263°T  | RI-51-0000314-00002 | 11-08-1925           | Upload image                                                                        |
| Real Fábrica Cristales Granja                                  | Di tích              | San Ildefonso La Granja | 40°54′11″B 4°00′28″T / 40,903037°B 4,007692°T | RI-51-0009336       | 19-06-1997           | Real Fábrica de Cristales de La Granja · Upload image                               |
| Nhà Canónigos                                                  | Di tích              | San Ildefonso           | 40°53′56″B 4°00′20″T / 40,899018°B 4,005691°T | RI-51-0000314-00003 | 03-06-1931           | Upload image                                                                        |

#### Rebollo
| Tên                                       | Dạng    | Địa điểm | Tọa độ                                        | Số hồ sơ tham khảo? | Ngày nhận danh hiệu? | Hình ảnh     |
| ----------------------------------------- | ------- | -------- | --------------------------------------------- | ------------------- | -------------------- | ------------ |
| Nhà hoang Nuestra Señora Nieves (Rebollo) | Di tích | Rebollo  | 41°11′33″B 3°50′59″T / 41,192536°B 3,849637°T | RI-51-0009182       | 15-02-1996           | Upload image |

#### Riaza
| Tên                            | Dạng                 | Địa điểm | Tọa độ                                        | Số hồ sơ tham khảo? | Ngày nhận danh hiệu? | Hình ảnh                                               |
| ------------------------------ | -------------------- | -------- | --------------------------------------------- | ------------------- | -------------------- | ------------------------------------------------------ |
| Quần thể Histórico Villa Riaza | Khu phức hợp lịch sử | Riaza    | 41°16′42″B 3°28′40″T / 41,278327°B 3,477713°T | RI-53-0000117       | 12-11-1970           | Conjunto Histórico de la Villa de Riaza · Upload image |

### S

#### Sacramenia
| Tên                                   | Dạng    | Địa điểm                        | Tọa độ                                        | Số hồ sơ tham khảo? | Ngày nhận danh hiệu? | Hình ảnh                                              |
| ------------------------------------- | ------- | ------------------------------- | --------------------------------------------- | ------------------- | -------------------- | ----------------------------------------------------- |
| Nhà thờ San Miguel (Sacramenia)       | Di tích | Sacramenia                      | 41°29′49″B 3°57′56″T / 41,496881°B 3,965423°T | RI-51-0004810       | 16-02-1983           | Iglesia de San Miguel (Sacramenia) · Upload image     |
| Tu viện Santa María Real (Sacramenia) | Di tích | Sacramenia Coto de San Bernardo | 41°29′56″B 3°55′30″T / 41,498812°B 3,924955°T | RI-51-0000874       | 03-06-1931           | Monasterio de Santa María (Sacramenia) · Upload image |

#### Samboal
| Tên                            | Dạng    | Địa điểm | Tọa độ                                        | Số hồ sơ tham khảo? | Ngày nhận danh hiệu? | Hình ảnh                                                  |
| ------------------------------ | ------- | -------- | --------------------------------------------- | ------------------- | -------------------- | --------------------------------------------------------- |
| Nhà thờ San Baudilio (Samboal) | Di tích | Samboal  | 41°15′34″B 4°25′10″T / 41,259388°B 4,419454°T | RI-51-0010510       | 22-11-2001           | Iglesia de Samboal de Carracielo del Pinar · Upload image |

#### Sangarcía
| Tên                               | Dạng    | Địa điểm  | Tọa độ                                        | Số hồ sơ tham khảo? | Ngày nhận danh hiệu? | Hình ảnh     |
| --------------------------------- | ------- | --------- | --------------------------------------------- | ------------------- | -------------------- | ------------ |
| Nhà thờ San Bartolomé (Sangarcía) | Di tích | Sangarcía | 40°56′51″B 4°24′51″T / 40,947516°B 4,414272°T | RI-51-0010985       |                      | Upload image |

#### Santa María la Real de Nieva
| Tên                                         | Dạng    | Địa điểm                                | Tọa độ                                        | Số hồ sơ tham khảo? | Ngày nhận danh hiệu? | Hình ảnh                                                                            |
| ------------------------------------------- | ------- | --------------------------------------- | --------------------------------------------- | ------------------- | -------------------- | ----------------------------------------------------------------------------------- |
| Nuestra Señora Soterraña                    | Di tích | Santa María la Real de Nieva            | 41°04′10″B 4°24′23″T / 41,06946°B 4,406526°T  | RI-51-0000180       | 19-06-1920           | Monasterio de Santa María de Nieva. Claustro y portada de la iglesia · Upload image |
| Nhà thờ Nuestra Señora Asunción (Paradinas) | Di tích | Santa María la Real de Nieva Paradinas  | 41°00′38″B 4°23′27″T / 41,010665°B 4,390932°T | RI-51-0003889       | 22-09-1972           | Iglesia de Nuestra Señora de la Asunción · Upload image                             |
| Nhà hoang San Miguel (Villoslada)           | Di tích | Santa María la Real de Nieva Villoslada | 40°58′30″B 4°24′21″T / 40,975071°B 4,405822°T | RI-51-0004957       | 13-10-1983           | Ermita de San Miguel de Villoslada · Upload image                                   |

#### Santiuste de Pedraza
| Tên                          | Dạng    | Địa điểm                       | Tọa độ                                        | Số hồ sơ tham khảo? | Ngày nhận danh hiệu? | Hình ảnh                                              |
| ---------------------------- | ------- | ------------------------------ | --------------------------------------------- | ------------------- | -------------------- | ----------------------------------------------------- |
| Nhà thờ Nuestra Señora Vegas | Di tích | Santiuste de Pedraza Requijada | 41°04′57″B 3°53′55″T / 41,082408°B 3,898494°T | RI-51-0003810       | 17-07-1969           | Iglesia de Nuestra Señora de las Vegas · Upload image |

#### Santo Domingo de Pirón
| Tên                                         | Dạng    | Địa điểm               | Tọa độ                                        | Số hồ sơ tham khảo? | Ngày nhận danh hiệu? | Hình ảnh                                                         |
| ------------------------------------------- | ------- | ---------------------- | --------------------------------------------- | ------------------- | -------------------- | ---------------------------------------------------------------- |
| Nhà thờ Santo Domingo (Santo Domingo Pirón) | Di tích | Santo Domingo de Pirón | 41°02′29″B 3°59′31″T / 41,041418°B 3,992034°T | RI-51-0009176       | 28-12-1995           | Iglesia de Santo Domingo (Santo Domingo de Pirón) · Upload image |

#### Sebúlcor
| Tên                                            | Dạng    | Địa điểm | Tọa độ                                        | Số hồ sơ tham khảo? | Ngày nhận danh hiệu? | Hình ảnh                                                         |
| ---------------------------------------------- | ------- | -------- | --------------------------------------------- | ------------------- | -------------------- | ---------------------------------------------------------------- |
| Tu viện Nuestra Señora Ángeles Hoz Río Duratón | Di tích | Sebúlcor | 41°18′56″B 3°52′11″T / 41,315623°B 3,869839°T |                     | 13-09-2012           | Iglesia de Santo Domingo (Santo Domingo de Pirón) · Upload image |

#### Segovia
| Tên                                                                      | Dạng                 | Địa điểm                            | Tọa độ                                        | Số hồ sơ tham khảo? | Ngày nhận danh hiệu? | Hình ảnh                                                                                           |
| ------------------------------------------------------------------------ | -------------------- | ----------------------------------- | --------------------------------------------- | ------------------- | -------------------- | -------------------------------------------------------------------------------------------------- |
| Cung điện Enrique IV                                                     | Di tích              | Segovia                             | 40°56′57″B 4°07′16″T / 40,949173°B 4,12121°T  | RI-51-0011572       | 20-01-2006           | Palacio de Enrique IV. Palacio de San Martín. Palacio de la Reina Doña Juana · Upload image        |
| Conjuntos parciales declarado Patrimonio Humanidad ciudad antigua ở 1985 | Khu phức hợp lịch sử | Segovia                             | 40°56′59″B 4°07′23″T / 40,949835°B 4,123142°T | RI-53-0000006       | 12-07-1941           | Conjuntos parciales declarado Patrimonio de la Humanidad la ciudad antigua en 1985 · Upload image  |
| Seminario diocesano Segovia                                              | Di tích              | Segovia                             | 40°56′56″B 4°07′13″T / 40,948958°B 4,120154°T | RI-51-0010476       | 29-06-2000           | Parte histórica del seminario diocesano · Upload image                                             |
| Lưu trữ lịch sử Provincial Segovia                                       | Lưu trữ              | Segovia Calle Alta de Capuchinos, 7 | 40°57′07″B 4°07′24″T / 40,951846°B 4,123462°T | RI-AR-0000045       | 10-11-1997           | Archivo Histórico Provincial de Segovia · Upload image                                             |
| Real Ingenio Segovia                                                     | Di tích              | Segovia                             | 40°57′16″B 4°07′42″T / 40,954396°B 4,128308°T | RI-51-0010547       | 08-06-2000           | Real Ingenio o Casa de la Moneda · Upload image                                                    |
| Tu viện San Vicente Real                                                 | Di tích              | Segovia                             | 40°57′26″B 4°06′59″T / 40,957086°B 4,116344°T | RI-51-0011982       | 05-12-2007           | Monasterio de San Vicente el Real · Upload image                                                   |
| Cầu máng Segovia                                                         | Di tích              | Segovia                             | 40°56′52″B 4°07′05″T / 40,94784°B 4,118038°T  | RI-51-0000043       | 11-10-1884           | Acueducto Declarado Patrimonio de la Humanidad en 1985 junto con la ciudad antigua. · Upload image |
| Nhà Mayorazgo Cáceres                                                    | Di tích              | Segovia                             | 40°56′58″B 4°07′01″T / 40,949561°B 4,116926°T | RI-51-0004387       | 16-11-1979           | Casa del Mayorazgo de los Cáceres o del Marqués de Lozoya · Upload image                           |
| Tower of San Esteban                                                     | Di tích              | Segovia                             | 40°57′07″B 4°07′29″T / 40,951902°B 4,124814°T | RI-51-0000075       | 12-12-1896           | Torre de San Esteban · Upload image                                                                |
| Santa Maria Parral                                                       | Di tích              | Segovia                             | 40°57′22″B 4°07′34″T / 40,956048°B 4,126248°T | RI-51-0000129       | 06-02-1914           | Monasterio «El Parral» · Upload image                                                              |
| Nhà thờ Vera Cruz (Segovia)                                              | Di tích              | Segovia                             | 40°57′21″B 4°07′56″T / 40,955708°B 4,132267°T | RI-51-0000164       | 04-07-1919           | Iglesia de la Vera Cruz Carretera de Zamarramala, 4 · Upload image                                 |
| Paraje Pintoresco Arbolado và Alamedas                                   | Khu vực lịch sử      | Segovia                             | 40°57′15″B 4°07′29″T / 40,954282°B 4,124812°T | RI-54-0000004       | 11-04-1947           | Paraje Pintoresco de Arbolado y Alamedas · Upload image                                            |
| Lâu đài Segovia                                                          | Di tích              | Segovia                             | 40°57′08″B 4°07′56″T / 40,952345°B 4,132095°T | RI-51-0000861       | 03-06-1931           | Alcázar · Upload image                                                                             |
| Nhà thờ chính tòa Segovia                                                | Di tích              | Segovia                             | 40°57′01″B 4°07′33″T / 40,950393°B 4,125765°T | RI-51-0000862       | 03-06-1931           | Iglesia-catedral de Santa María · Upload image                                                     |
| Nhà thờ San Martín (Segovia)                                             | Di tích              | Segovia                             | 40°56′56″B 4°07′19″T / 40,948956°B 4,12188°T  | RI-51-0000863       | 03-06-1931           | Iglesia de San Martín (Segovia) · Upload image                                                     |
| Nhà thờ San Millán (Segovia)                                             | Di tích              | Segovia                             | 40°56′44″B 4°07′15″T / 40,945644°B 4,120695°T | RI-51-0000864       | 03-06-1931           | Iglesia de San Millán (Segovia) · Upload image                                                     |
| Nhà thờ San Lorenzo (Segovia)                                            | Di tích              | Segovia                             | 40°57′10″B 4°06′51″T / 40,952779°B 4,11407°T  | RI-51-0000865       | 03-06-1931           | Iglesia de San Lorenzo (Segovia) · Upload image                                                    |
| Nhà thờ San Juan Caballeros (Segovia)                                    | Di tích              | Segovia                             | 40°57′04″B 4°07′02″T / 40,950978°B 4,117296°T | RI-51-0000866       | 03-06-1931           | Iglesia de San Juan Iglesia de San Juan de los Caballeros · Upload image                           |
| Cổng San Andrés                                                          | Di tích              | Segovia                             | 40°56′59″B 4°07′38″T / 40,949848°B 4,127161°T | RI-51-0000867       | 03-06-1931           | Puerta de San Andrés · Upload image                                                                |
| Tu viện Santa Cruz Real                                                  | Di tích              | Segovia                             | 40°57′10″B 4°07′09″T / 40,952702°B 4,119156°T | RI-51-0000868       | 03-06-1931           | Convento de Santa Cruz · Upload image                                                              |
| Tu viện San Antonio Real (Segovia)                                       | Di tích              | Segovia                             | 40°56′34″B 4°06′39″T / 40,942674°B 4,110717°T | RI-51-0000869       | 03-06-1931           | Convento de San Antonio El Real · Upload image                                                     |
| Tháp Hércules ở Convento Santo Domingo                                   | Di tích              | Segovia                             | 40°57′04″B 4°07′22″T / 40,951118°B 4,122701°T | RI-51-0000870       | 03-06-1931           | Torre de Hércules en el Convento de Santo Domingo · Upload image                                   |
| Nhà número 8 calle San Agustín                                           | Di tích              | Segovia                             | 40°57′02″B 4°07′12″T / 40,950547°B 4,119874°T | RI-51-0001250       | 02-04-1955           | Upload image                                                                                       |
| Bảo tàng Segovia                                                         | Di tích              | Segovia                             | 40°57′01″B 4°07′44″T / 40,950291°B 4,128937°T | RI-51-0001400       | 01-03-1962           | Upload image                                                                                       |
| Bảo tàng Zuloaga (Segovia)                                               | Di tích              | Segovia                             | 40°57′04″B 4°07′02″T / 40,950978°B 4,117296°T | RI-51-0001401       | 01-03-1962           | Upload image                                                                                       |
| Inmueble calle Capuchinos Alta 7                                         | Di tích              | Segovia                             | 40°57′07″B 4°07′24″T / 40,951892°B 4,123379°T | RI-51-0006881       | 13-06-1989           | Upload image                                                                                       |
| Nhà thờ San Justo (Segovia)                                              | Di tích              | Segovia                             | 40°56′53″B 4°06′55″T / 40,947917°B 4,115407°T | RI-51-0006971       | 26-09-1993           | Iglesia de San Justo (Segovia) · Upload image                                                      |
| Nhà hoangl Cristo Mercado                                                | Di tích              | Segovia                             | 40°56′13″B 4°06′47″T / 40,936916°B 4,113072°T | RI-51-0009709       | 30-01-1997           | Upload image                                                                                       |

#### Sepúlveda, Segovia
| Tên                                                    | Dạng                 | Địa điểm                            | Tọa độ                                        | Số hồ sơ tham khảo? | Ngày nhận danh hiệu? | Hình ảnh                                                                                  |
| ------------------------------------------------------ | -------------------- | ----------------------------------- | --------------------------------------------- | ------------------- | -------------------- | ----------------------------------------------------------------------------------------- |
| Nhà thờ San Salvador (Sepúlveda)                       | Di tích              | Sepúlveda, Segovia                  | 41°17′53″B 3°45′02″T / 41,297945°B 3,750576°T | RI-51-0000882       | 03-06-1931           | Iglesia de San Salvador (Sepúlveda) · Upload image                                        |
| Quần thể Histórico Villa Sepúlveda                     | Khu phức hợp lịch sử | Sepúlveda, Segovia                  | 41°17′50″B 3°44′59″T / 41,297278°B 3,749751°T | RI-53-0000018       | 23-02-1951           | Conjunto Histórico de la Villa de Sepúlveda · Upload image                                |
| Nhà thờ Santos Justo và Pastor (Sepúlveda)             | Di tích              | Sepúlveda, Segovia                  | 41°18′02″B 3°45′01″T / 41,300512°B 3,750341°T | RI-51-0000883       | 03-06-1931           | Iglesia de San Justo (Sepúlveda) · Upload image                                           |
| Nhà thờ Virgen Peña (Sepúlveda)                        | Di tích              | Sepúlveda, Segovia                  | 41°18′07″B 3°45′02″T / 41,302015°B 3,750599°T | RI-51-0000884       | 03-06-1931           | Iglesia de la Virgen de la Peña · Upload image                                            |
| Nhà thờ San Pedro (Perorrubio)                         | Di tích              | Sepúlveda, Segovia Perorrubio       | 41°14′45″B 3°42′30″T / 41,245799°B 3,708203°T | RI-51-0009105       | 08-06-1995           | Iglesia de San Pedro (Perorrubio) · Upload image                                          |
| Nghĩa địa visigoda Sepúlveda và Los Mercados (Duratón) | Khu khảo cổ          | Sepúlveda, Segovia Duratón, Segovia | 41°17′24″B 3°40′54″T / 41,290079°B 3,681598°T | RI-55-0000414       | 24-11-1994           | Khu khảo cổ «la necrópolis visigoda» y yacimiento romano de «los Mercados» · Upload image |
| Hang Siete Altares                                     | Khu khảo cổ          | Sepúlveda, Segovia Villaseca        | 41°17′41″B 3°50′23″T / 41,294744°B 3,839756°T | RI-55-0000437       | 29-12-1994           | La cueva de «los Siete Altares» · Upload image                                            |

#### Sotosalbos
| Tên                             | Dạng    | Địa điểm   | Tọa độ                                        | Số hồ sơ tham khảo? | Ngày nhận danh hiệu? | Hình ảnh                                                     |
| ------------------------------- | ------- | ---------- | --------------------------------------------- | ------------------- | -------------------- | ------------------------------------------------------------ |
| Nhà thờ San Miguel (Sotosalbos) | Di tích | Sotosalbos | 41°02′07″B 3°56′37″T / 41,035139°B 3,943632°T | RI-51-0003904       | 17-05-1973           | Iglesia parroquial de San Miguel (Sotosalbos) · Upload image |

### T

#### Torrecaballeros
| Tên          | Dạng    | Địa điểm                             | Tọa độ                                        | Số hồ sơ tham khảo? | Ngày nhận danh hiệu? | Hình ảnh                         |
| ------------ | ------- | ------------------------------------ | --------------------------------------------- | ------------------- | -------------------- | -------------------------------- |
| Nhà Esquileo | Di tích | Torrecaballeros Cabanillas del Monte | 40°58′36″B 4°01′54″T / 40,976719°B 4,031576°T | RI-51-0009261       | 06-02-1997           | Casa del Esquileo · Upload image |

#### Turégano
| Tên                            | Dạng    | Địa điểm           | Tọa độ                                        | Số hồ sơ tham khảo? | Ngày nhận danh hiệu? | Hình ảnh                                            |
| ------------------------------ | ------- | ------------------ | --------------------------------------------- | ------------------- | -------------------- | --------------------------------------------------- |
| Lâu đài Turégano               | Di tích | Turégano           | 41°09′29″B 4°00′19″T / 41,158091°B 4,005314°T | RI-51-0000880       | 03-06-1931           | Castillo de Turégano · Upload image                 |
| Nhà thờ San Cristóbal (Cuesta) | Di tích | Turégano La Cuesta | 41°04′55″B 3°57′40″T / 41,081882°B 3,961088°T | RI-51-0009173       | 28-12-1995           | Iglesia de San Cristóbal (La Cuesta) · Upload image |

### V

#### Valdevacas y Guijar
| Tên                             | Dạng    | Địa điểm            | Tọa độ                                        | Số hồ sơ tham khảo? | Ngày nhận danh hiệu? | Hình ảnh     |
| ------------------------------- | ------- | ------------------- | --------------------------------------------- | ------------------- | -------------------- | ------------ |
| Ruinas antigua iglesia Asunción | Di tích | Valdevacas y Guijar | 41°08′12″B 3°54′47″T / 41,136674°B 3,913173°T | RI-51-0009128       | 05-10-1995           | Upload image |

#### Valtiendas
| Tên                         | Dạng    | Địa điểm               | Tọa độ                                        | Số hồ sơ tham khảo? | Ngày nhận danh hiệu? | Hình ảnh                                         |
| --------------------------- | ------- | ---------------------- | --------------------------------------------- | ------------------- | -------------------- | ------------------------------------------------ |
| Nhà thờ Santa María Cárdaba | Di tích | Valtiendas Pecharromán | 41°28′42″B 3°57′10″T / 41,478421°B 3,952702°T | RI-51-0009201       | 22-02-1996           | Iglesia de Santa María de Cárdaba · Upload image |

#### Vegas de Matute
| Tên                                           | Dạng    | Địa điểm        | Tọa độ                                        | Số hồ sơ tham khảo? | Ngày nhận danh hiệu? | Hình ảnh                                                              |
| --------------------------------------------- | ------- | --------------- | --------------------------------------------- | ------------------- | -------------------- | --------------------------------------------------------------------- |
| Nhà thờ Santo Tomás Canterbury (Vegas Matute) | Di tích | Vegas de Matute | 40°47′49″B 4°16′42″T / 40,796869°B 4,278297°T | RI-51-0008655       | 09-06-1994           | Iglesia de Santo Tomás de Canterbury (Vegas de Matute) · Upload image |

#### Villacastín
| Tên                                                 | Dạng    | Địa điểm    | Tọa độ                                        | Số hồ sơ tham khảo? | Ngày nhận danh hiệu? | Hình ảnh                                         |
| --------------------------------------------------- | ------- | ----------- | --------------------------------------------- | ------------------- | -------------------- | ------------------------------------------------ |
| Nhà thờ San Sebastián (Villacastín) hay San Esteban | Di tích | Villacastín | 40°46′54″B 4°24′44″T / 40,781598°B 4,412152°T | RI-51-0001157       | 08-07-1944           | Iglesia parroquial de San Esteban · Upload image |

### Z

#### Zarzuela del Monte
| Tên                                  | Dạng      | Địa điểm           | Tọa độ                                        | Số hồ sơ tham khảo? | Ngày nhận danh hiệu? | Hình ảnh                              |
| ------------------------------------ | --------- | ------------------ | --------------------------------------------- | ------------------- | -------------------- | ------------------------------------- |
| Nhà thờ San Vicente (Zarzuela Monte) | Monumento | Zarzuela del Monte | 40°48′27″B 4°20′16″T / 40,807366°B 4,337698°T | RI-51-0010214       | 21-05-1998           | Iglesia de San Vicente · Upload image |